# Turčianske Jaseno
Turčianske Jaseno (hongrois : Turócjeszen) est un village de Slovaquie situé dans la région de Žilina.

## Histoire
La première mention écrite du village date de 1274.

## Démographie

### Évolution de la population
| Année:               | 1994. | 2004.   | 2014.   | 2024.    |
| -------------------- | ----- | ------- | ------- | -------- |
| Nombre de personnes: | 346   | 354     | 365     | 478      |
| Différence:          |       | +2,31 % | +3,10 % | +30,95 % |

| Année:               | 2023. | 2024.   |
| -------------------- | ----- | ------- |
| Nombre de personnes: | 470   | 478     |
| Différence:          |       | +1,70 % |